# Cixius pseudomukanensis
Cixius pseudomukanensis är en insektsart som beskrevs av Van Stalle 1988. Cixius pseudomukanensis ingår i släktet Cixius och familjen kilstritar. Inga underarter finns listade i Catalogue of Life.